# 宮田鈴子
宮田 鈴子（みやた すずこ、1955年4月2日 - ）はテレビ東京ホールディングス 専務取締役（法務統括、情報セキュリティ統括責任者）。旧姓、八藤(はちふじ)。明治大学卒。

## 概要
| 年表                   | 出演番組・勤務・役職 |
| ---------------------- | --- |
| 1980年4月              | 東京12チャンネル（現：テレビ東京）入社                                                                                    |
| 同局入社後             | 報道局記者や『ビジネスマンNEWS』キャスターとしても任務                                                                    |
| 1997年10月 - 1999年9月 | 『TXNニュースワイド 夕方いちばん』月～金曜日ニュースデスクでのメインキャスター                                            |
| その他                 | テレビ東京 編成局 調査部長                                                                                                |
| 2005年7月              | テレビ東京 報道局 ニュース取材部長                                                                                        |
| 2006年7月              | テレビ東京 報道局 取材センター 担当部長                                                                                   |
| 2007年7月              | テレビ東京 報道局 次長・取材センター長・解説委員                                                                          |
| 2009年6月              | テレビ東京 コンプライアンス 統括局長                                                                                      |
| 2010年10月             | テレビ東京ホールディングス コンプライアンス局長                                                                           |
| 2011年6月              | テレビ東京 執行役員 コンプライアンス局長（国際戦略担当）                                                                  |
| 2011年6月              | テレビ東京ホールディングス 参与 コンプライアンス局長                                                                      |
| 2012年6月              | テレビ東京 取締役 法務・契約担当                                                                                          |
| 2012年6月              | テレビ東京ホールディングス 取締役 法務・契約局 担当                                                                       |
| 2013年6月              | テレビ東京ホールディングス 取締役 法務・契約局 担当、テレビ東京 参与                                                      |
| 2014年6月              | テレビ東京ホールディングス常務取締役 法務統括、リスク管理委員会委員長、情報セキュリティ統括責任者、個人情報統括責任者     |
| 2017年6月              | テレビ東京ホールディングス専務取締役 法務統括、リスク管理委員会委員長、情報セキュリティ統括責任者、個人情報管理統括責任者 |
| 2019年6月              | テレビ東京ホールディングス内部監査室特別専門委員兼株式会社テレビ東京制作監査役兼株式会社テレビ東京ミュージック監査役      |
| 2021年6月              | 日本ケミコン取締役 |